# Pretty Girls Make Graves
Pretty Girls Make Graves est un groupe américain de rock, originaire de Seattle, dans l'État de Washington. Le groupe annonce sa séparation le 29 janvier 2007, et ses deux derniers concerts ont lieu à Seattle en juin. Le groupe se reforme en 2023.

## Histoire

### Première période
Le groupe est formé à Seattle, et nommé d'après la chanson du même nom des Smiths (elle-même nommée d'après une citation de The Dharma Bums de Jack Kerouac). Andrea Zollo et Derek Fudesco avaient déjà joué ensemble dans The Hookers, ainsi que dans The Death Wish Kids et Area 51 avec Dann Gallucci, avec qui Derek avait formé Murder City Devils. Peu de temps avant la dissolution de Murder City Devils, Derek et Andrea forment Pretty Girls Make Graves avec Jay, Nick et Nathan. Ils jouent au Coachella Valley Music and Arts Festival en 2004. 
Le groupe sort son premier EP sur Dim Mak et Sound Virus Records avant de sortir son premier album Good Health sur Lookout! Records en avril 2002. Le groupe signe ensuite chez Matador Records où il sort The New Romance, puis Élan vital. Le guitariste Nathan Thelen quitte Pretty Girls Make Graves en mars 2004 pour former Moonrats et Leona Marrs (anciennement de HintHint) le rejoint en tant que multi-instrumentiste. Le 29 janvier 2007, le groupe annonce que Nick avait quitté le groupe et que leur tournée de mai 2007 serait la dernière.

### Post-séparation
Clark forme Jaguar Love avec les anciens membres de Blood Brothers Johnny Whitney et Cody Votolato. Ils signent avec Matador Records, l'ancien label de Pretty Girls Make Graves. Le 18 février 2009, il est annoncé que Jay ne jouait plus dans le line-up de Jaguar Love, étant remplacé par une boîte à rythmes lors de cette tournée.
Dewitt continue à travailler sur son projet électronique solo Dutch Dub. Il joue également avec Amy Blaschke dans Night Canopy. Fudesco, quant à lui, forme The Cave Singers, avec Pete Quirk de Hint Hint et Marty Lund de Cobra High. Peu après avoir quitté Pretty Girls Make Graves, Thelen forme Moonrats à Seattle avec le claviériste Aska Matsumiya et le batteur Jason Echeverria. Ils déménagent à Los Angeles et sortent un EP par leurs propres moyens. En 2008, ils sortent un album studio et un vinyle sur le label LA Records. Thelen forme ensuite Drug Cabin, avec Marcus Congleton d'Ambulance Ltd, et sort deux albums début 2015 sur 401K Music Inc. Zollo joue de la batterie avec Triumph of Lethargy Skinned Alive to Death, et chante également dans Deep Creep avec Fudesco. Plus tard, elle quitte l'industrie musicale et commence à travailler comme coiffeuse.

### Retour
En novembre 2023, le groupe est annoncé à l'affiche de l'édition 2024 du festival When We Were Young. En février 2024, le groupe annonce un concert en tête d'affiche au Showbox de Seattle en septembre. 

## Discographie

### Albums studio
- 2002 : Good Health
- 2003 : The New Romance
- 2006 : Élan Vital

### Singles et EP
- 2001 : Pretty Girls Make Graves EP (Dim Mak)
- 2001 : More Sweet Soul b/w If You Hate Your Friends, You're Not Alone (Sub Pop)
- 2002 : Sad Girls Por Vida b/w The Getaway (Sound Virus)
- 2002 : By the Throat b/w Ghosts In The Radio et More Sweet Soul (2002, Hand Held Heart)
- 2002 : Speakers Push the Air b/w Bring It On Golden Pond et If You Hate Your Friends, You're Not Alone (2002, Dim Mak)
- 2002 : This Is Our Emergency (Matador)
- 2003 : All Medicated Geniuses b/w C-30 C-60 C-90 GO! et Magic Lights (Matador)
- 2006 : Pyrite Pedestal b/w The Lament of St. Bernadette (Matador)
- 2006 : Live Session EP Matador)